# Антияпонська армія порятунку країни
Антияпонська армія порятунку країни — добровольча армія, очолювана Лі Хайцзіном і яка брала участь в антияпонському русі в Маньчжоу-Го. Налічувала понад 10 000 партизанів, оснащених легкою артилерією та численними кулеметами. Діяли південніше Кіріна (сучасна провінція Хейлунцзян). Лі розташував штаб-квартиру у Фуюї і контролював територію навколо цього селища та на південь у бік Нун'яня.